# Raul Paula
Raul Paula (Böblingen, 25 januari 2004) is een Duits-Portugees voetballer die doorgaans als middenvelder speelt. Hij verruilde in 2024 VfB Stuttgart voor NAC Breda.

## Carrière
Paula doorliep de jeugdopleiding van SV Stuttgarter Kickers en VfB Stuttgart. In 2021 debuteerde hij voor het tweede elftal van de club. Hij speelde nooit een wedstrijd voor het eerste in de Bundesliga. Met Stuttgart II, in de Regionalliga West, speelde hij 48 wedstrijden waarin hij 16 keer scoorde. In het seizoen 2023/24 werd Stuttgart II kampioen van de Regionalliga West, en promoveerde naar de 3. Liga.

### NAC Breda
Medio 2024 maakte Paula de overstap naar de Eredivisie, bij NAC Breda. Hij debuteerde op 18 augustus 2024 tegen AFC Ajax (2-1). Hij kwam in de 66e minuut in de ploeg voor Matthew Garbett en gaf in de laatste minuten een assist op Jan Van den Bergh voor het winnende doelpunt.

## Interlandcarrière
Paula speelde voor verschillende jeugdelftallen van Duitsland. Hij mag ook uitkomen voor Portugal en Noord-Macedonië.

## Statistieken
| Seizoen | Club             | Competitie        | Competitie | Competitie | Beker | Beker | Overig | Overig | Totaal | Totaal |
| Seizoen | Club             | Competitie        | Wed.       | Dlp.       | Wed.  | Dlp.  | Dlp.   | Dlp.   | Wed.   | Dlp.   |
| ------- | ---------------- | ----------------- | ---------- | ---------- | ----- | ----- | ------ | ------ | ------ | ------ |
| 2021/22 | VfB Stuttgart II | Regionalliga West | 2          | 0          | 0     | 0     | 0      | 0      | 2      | 0      |
| 2022/23 | VfB Stuttgart II | Regionalliga West | 13         | 1          | 0     | 0     | 0      | 0      | 13     | 1      |
| 2023/24 | VfB Stuttgart II | Regionalliga West | 33         | 15         | 0     | 0     | 0      | 0      | 33     | 15     |
| 2024/25 | NAC Breda        | Eredivisie        | 18         | 0          | 1     | 0     | 0      | 0      | 19     | 0      |
| Totaal  | Totaal           | Totaal            | 66         | 16         | 1     | 0     | 0      | 0      | 67     | 16     |

Bijgewerkt op 16 juni 2025.